# Alfred Eisenbeisser
Alfred Eisenbeisser (in Rumänien oft auch Alfred Fieraru oder Fredi Fieraru; * 7. April 1908 in Czernowitz, Österreich-Ungarn (heute Ukraine); † 1. Juli 1991 in Berlin, Deutschland) war ein rumänischer Fußballspieler und Eiskunstläufer deutscher Herkunft.
Mit der rumänischen Fußballnationalmannschaft nahm er an der Weltmeisterschaft 1930 teil. Als Eiskunstläufer war er zusammen mit seiner Partnerin Irina Timcic Teilnehmer der Eiskunstlauf-Europameisterschaften 1934 in Seefeld in Tirol sowie des Eiskunstlaufwettbewerbs der Olympischen Winterspiele 1936 in Garmisch-Partenkirchen. Zusammen mit Ileana Moldovan nahm er bei seiner zweiten Eiskunstlauf-Europameisterschaft im Jahre 1939 in Davos teil.
Neben Orvar Bergmark (Schweden, Bandy in Oslo 1952) und Aleksandar Schalamanow (Bulgarien, Abfahrtslauf in Squaw Valley 1960) ist Eisenbeisser einer von nur drei Sportlern, die sowohl an einer Fußball-Weltmeisterschaft als auch an den Olympischen Winterspielen teilgenommen haben.

## Karriere als Fußballspieler

### Karrierebeginn bei Jahn Czernowitz
Der in der heutigen Ukraine geborene Eisenbeisser begann seine aktive Karriere als Fußballspieler erst im Jugendalter, als er im Jahre 1923 vom heute nicht mehr existierenden Verein Jahn Czernowitz (rumän. Jahn Cernăuți) in deren Nachwuchsabteilung aufgenommen wurde. Nachdem er dort bis 1928 vorwiegend im Nachwuchs zum Einsatz gekommen war, wurde er ab der Saison 1928/29 als fixer Bestandteil der Herrenmannschaft, die ihren Spielbetrieb zu diesem Zeitpunkt in der regionalen Meisterschaft von Czernowitz hatte, aufgenommen. Nachdem die Mannschaft in der Endtabelle nach der Spielzeit 1927/28 noch auf dem 6. Platz in der I. Klasse der Czernowitzer Meisterschaft rangiert hatte, kam das Team in der Folgespielzeit bereits auf den 5. Tabellenplatz. Als Vizemeister der I. Klasse der Czernowitzer Meisterschaft verließ er den Verein im Jahre 1930 in Richtung Dragoș Vodă Cernăuți, einem Lokalrivalen.
Nachdem Eisenbeisser im Jahre 1930 in die rumänische Nationalmannschaft berufen worden war, war er bis zur Auflösung des Vereins in der Zeit des Zweiten Weltkrieges der einzige Spieler in der Vereinsgeschichte von Dragoș Vodă Cernăuți, der jemals für das rumänische Nationalteam auflief. Nach einem 6. Platz in der Saison 1930/31 erreichte der Mittelfeldakteur mit der Mannschaft am Ende der Spielzeit 1931/32 den dritten Tabellenplatz in der I. Klasse der regionalen Meisterschaft von Czernowitz. Gleich darauf folgte für Eisenbeisser ein weiterer Vereinswechsel, der ihn diesmal nach Bukarest zum damaligen Erfolgsklub Venus Bukarest brachte.

### Die Zeit bei Venus Bukarest
Für die Mannschaft, die bereits in der Vorsaison zum vierten Mal in der Vereinsgeschichte die rumänische Meisterschaft gewinnen konnte, lief er in seiner ersten Spielzeit bereits in zehn Meisterschaftspartien auf. Dabei gab er sein Liga- und damit auch Profidebüt am 23. Oktober 1932 bei einem klaren 6:0-Heimerfolg über den Clubul Atletic Oradea. In der zu diesem Zeitpunkt noch geteilten Liga, kam er mit der Mannschaft im Endklassement der Gruppe 2 auf den vierten Tabellenplatz, konnte aber die beste Tordifferenz in der Gruppe 2 aufweisen. In der Folgesaison 1933/34, der erst zweiten Spielzeit der neugegründeten Divizia A, der höchsten Spielklasse im rumänischen Fußball, steigerte sich die Mannschaftsleistung deutlich. Eisenbeisser wurde in allen 15 Partien seines Teams eingesetzt und konnte noch dazu seinen ersten Treffer im Profifußball verzeichnen. Am Ende der Saison wurde er nach einem 3:2-Erfolg im Hin- und einem 5:3-Sieg im Rückspiel des Endspiels erstmals in seiner Karriere rumänischer Fußballmeister.
Die Saison 1934/35, in der der 1,75 m große Mittelfeldspieler sein Offensivspiel immer mehr unter Beweis stellte und so zu drei Treffern bei 21 absolvierten Ligaspielen kam, verlief für die Mannschaft weitgehend erfolgreich. Dennoch schaffte man es am Ende der Saison nicht am Erfolg der vorhergegangenen Spielzeit anzuschließen und wurde hinter Ripensia Timișoara auf Platz 1 und Clubul Atletic Oradea auf Platz 2 nur Dritter in der Meisterschaft. In der nachfolgenden Saison 1935/36 zeigte der engagierte Spieler deutlich von seiner Torgefährlichkeit, da er zu diesem Zeitpunkt auch vermehrt offensiver eingesetzt wurde. Acht Tore in 22 Spielen und einen fünften Platz in der Endtabelle konnte er zum Abschluss der Saison verzeichnen.
Deutlich besser verlief die Saison 1936/37, in der Eisenbeisser mit der Mannschaft zum wiederholten Male die rumänische Meisterschaft gewann. Dennoch konnte er in dieser erfolgreichen Spielzeit lediglich acht Meisterschaftseinsätze, die jedoch allesamt torlos blieb, verzeichnen. Mit der Mannschaft nahm er unter anderem auch am Mitropapokal 1937 teil, wo er in einem Spiel zum Einsatz kam und mit dem Team im Achtelfinale gegen Újpest Budapest mit einem Gesamtscore von 5:10 ausschied. In der Spielzeit 1937/38, die im Gegensatz zur abgelaufenen Spielzeit wieder in zwei Gruppen gespielt wurde, erreichte Venus Bukarest den zweiten Platz in der Gruppe 2, konnte aber mit + 46 Toren die klar beste Tordifferenz der gesamten Liga aufweisen und hatte am Saisonende nur einen Punkt Rückstand auf den Gruppenführenden Ripensia Timișoara. Eisenbeisser wurde in elf Partien eingesetzt, in denen er ein einziges Mal zum Torerfolg kam.
In der Saison 1938/39 war Venus Bukarest die klar dominierende Mannschaft in der Divizia A. In all den 22 Meisterschaftspartien musste das Team rund um Alfred Eisenbeisser, Andrei Bărbulescu, Gheorghe Albu, Iuliu Bodola, Lazăr Sfera oder Rudolf Demetrovici eine einzige Niederlage hinnehmen. Mit neun Punkten Vorsprung auf Verfolger Ripensia Timișoara wurde das Team zum siebenten Mal in der Vereinsgeschichte rumänischer Fußballmeister, für Eisenbeisser war es der dritte Erfolg dieser Art. Wie schon in den letzten beiden Spielzeiten kam der Mittelfeldakteur immer seltener zum Einsatz, wobei er auch 1938/39 nur acht Auftritte in der höchsten rumänischen Fußballliga verzeichnen konnte. Des Weiteren kam er zu zwei Einsätzen im Mitropapokal 1939, wo er in beiden Partien seines Teams eingesetzt wurde und somit im Viertelfinale mit einem Gesamtscore von 1:5 gegen den AGC Bologna vom laufenden Wettbewerb ausschied. In der Divizia A 1939/40, in der die Defensive von Venus Bukarest zum wiederholten Male sicher stand und so nur 19 Gegentreffer zuließ, wurde Eisenbeisser mit dem Verein ein weiteres Mal rumänischer Meister. Nach dem Zweitplatzierten Rapid Bukarest, der in dieser Saison auch rumänischer Pokalsieger wurde, war Venus Bukarest mit 59 Treffern die offensivstärkste Mannschaft in der Liga. Auch Eisenbeisser zeigte in dieser Saison wieder von seiner Torgefährlichkeit und brachte es in 14 Meisterschaftsspielen auf drei Tore.
In der Spielzeit 1940/41, der letzten Spielzeit vor dem Eintritt Rumäniens in den Zweiten Weltkrieg, kam der Mittelfeldspieler zu weiteren Einsätzen für Venus Bukarest, der in dieser Saison lediglich auf dem vierten Platz im Endklassement rangierte. Dabei absolvierte er am 31. August 1941, beim 0:0-Auswärtsremis gegen Rapid Bukarest sein letztes offizielles Spiel in der höchsten Fußballspielklasse Rumäniens. Nachdem die Meisterschaft aufgrund des Krieges ein Jahr lang pausiert hatte, wurden 1942/43 und 1943/44 zwei weitere (jedoch inoffizielle) Meisterschaften ausgetragen. 1942/43 brachte es Eisenbeisser auf drei Meisterschaftseinsätze, 1943/44 waren es nur mehr zwei Auftritte. In der Spielzeit 1942/43, die auch fertiggespielt wurde, brachte es die Mannschaft auf den vierten Tabellenplatz, In der Saison 1943/44, die während des laufenden Betriebes abgebrochen wurde, rangierte das Team nach 13 absolvierten Spielen (manche Mannschaften kamen auch nur auf zwölf Partien) auf dem zwölften und damit letzten Platz in der Tabelle.

### Die Zeit im rumänischen Nationalteam
Nachdem er bereits ein Spiel für die B-Nationalmannschaft Rumäniens absolviert hatte, wurde er im Jahre 1930 in die A-Nationalmannschaft des Landes berufen. Dabei wurde er auch gleich ins Aufgebot Rumäniens, das an der WM 1930 in Uruguay teilnahm, berufen. Eisenbeisser kam dabei in beiden Vorrundenspielen Rumäniens gegen den Gastgeber Uruguay und Peru zum Einsatz. Mit der Mannschaft schied er jedoch als Gruppenzweiter in der Vorrunde vom laufenden Wettbewerb aus. Am Ende wurde Gruppengegner Uruguay zum Weltmeister der ersten ausgetragenen Weltmeisterschaft. Weitere sieben Einsätze in der Nationalmannschaft folgten in den Jahren 1931, 1935, 1936, 1938 und 1939 gegen Gegner wie Tschechoslowakei (Amateure), Ungarn (Amateure), Polen, Jugoslawien oder Griechenland.

## Karriere als Eiskunstläufer
Parallel zu seiner Karriere als Fußballspieler war Eisenbeisser auch als Eiskunstläufer aktiv. Dabei gewann er unter anderem in den Jahren 1933, 1935 und 1937 zusammen mit seiner Partnerin Irina Timcic das Paarlaufen bei den rumänischen Eiskunstlaufmeisterschaften. Unter anderem nahm er mit der zwei Jahre jüngeren Timcic am Eiskunstlaufwettbewerb der Olympischen Winterspiele 1936 teil, wo sie im Paarlaufen auf den 13. Platz kamen. Weiters vertrat er Rumänien auch bei den Eiskunstlauf-Europameisterschaften der Jahre 1934 und 1939. Nachdem er im Jahre 1934 bei der EM in Seefeld in Tirol mit seiner Partnerin Irinia Timcic im Paarlauf auf den siebenten Platz gekommen war, wurde er 1939 bei der EM im Schweizer Kurort Davos mit seiner neuen Partnerin Ileana Moldovan Neunter, was gleichzeitig den letzten Platz bedeutete. Nach dem Ende seiner aktiven Karriere als Profifußballspieler kehrte Eisenbeisser wieder zum Eiskunstlauf zurück und wurde in den Jahren 1954, 1955 und 1958 zum wiederholten Male rumänischer Eiskunstlaufmeister im Paarlaufen, wo er im bereits fortgeschrittenen Alter zusammen mit Timcic, die in Rumänien auch unter dem Familiennamen Minculescu bekannt war, antrat.

## Erfolge

### Als Fußballspieler
- 1 × Vizemeister der I. Klasse der Czernowitzer Meisterschaft: 1929/30

- 4 × Meister der Divizia A: 1933/34, 1936/37, 1938/39, 1939/40

- zweifache Teilnahme am Mitropapokal: 1937 und 1939

- Teilnahme an der ersten Weltmeisterschaft: 1930

### Als Eiskunstläufer
- 6 × Rumänischer Eiskunstlaufmeister: 1933, 1935, 1937, 1954, 1955 und 1958 (mit Irina Timcic)

- zweifache Teilnahme an der Eiskunstlauf-Europameisterschaften: 1934 und 1939

- Teilnahme an den Olympischen Winterspielen: 1936